# جيرار روي
جيرار روي (بالفرنسية: Gérard Rué)‏ مواليد 7 يوليو 1965، هو دراج فرنسي سابق في صنف سباق الدراجات على الطريق.

## روابط خارجية
- جيرار روي على موقع أرشيف الدراجات (الإنجليزية)
- جيرار روي على موقع إحصائيات الدراجات الإحترافية (الإنجليزية)
- جيرار روي على موقع CycleBase (الإنجليزية)